# 대잠초등학교
대잠초등학교는 대한민국 경상북도 포항시 북구 죽도동에 있는 초등학교다.

## 학교 연혁
- 1987.04.10 포항 대잠국민학교 설립 인가
- 1988.03.01 개교 15학급 편성
- 1988.10.15 신축 교사 입주
- 1991.09.01 대잠국민학교로 교명 변경
- 1995.03.10 대잠국민학교 병설 유치원 개원
- 1996.03.01 대잠초등학교로 교명 변경
- 1998.03.01 경상북도교육청 지정 열린교육 시범학교 운영
- 2001.12.05 4층 증축(12교실 증축)
- 2011.06.27 영어체험교실 리모델링
- 2020.03.01 경상북도교육청 지정 소프트웨어 선도학교
- 2023.01.11 제35회 졸업식(총 졸업생수: 2,913명)
- 2023.03.01 8학급 편성(일반 7학급, 특수 1학급), 유치원 1학급 편성
- 2023.09.01 제16대 손희경 교장 부임